# لیپاریت چهارم کلدکاری
لیپاریت چهارم که گاهی با نام لیپاریت سوم (گرجی: ლიპარიტ IV [III]) یک ژنرال و شخصیت سیاسی گرجستانی قرن یازدهم بود که در مواقعی ارزشمندترین پشتیبان باگرات چهارم پادشاه گرجستان (۱۰۲۷-۱۰۷۲) و خطرناک‌ترین رقیب او بود. او از خاندان لیپاریتید-باگواشی (بعدها اوربلی یا اوربلیانی) و از این رو دوک موروثی (اریستوی) کلدکاری و تریالتی بود.

## به قدرت برسند
لیپاریت در اواخر دهه ۱۰۲۰ در صحنه سیاسی گرجستان ظاهر شد، زمانی که او به عنوان دارنده قلعه کلدکاری و بعداً به عنوان فرمانده کل ارتش سلطنتی، خود را به عنوان مدافع پسر پادشاه باگرات چهارم و نایب‌السلطنه او دواگر ملکه مریم ثابت کرد. تواریخ گرجی لیپاریت را به عنوان «پسر لیپاریت» معرفی می‌کند، در حالی که جان اسکیلیتز از او به عنوان پسر (Οράτιης Λιπαρίτης)، یعنی راتی، یاد می‌کند. مقاومت موفقیت‌آمیز او در برابر نیروهای متجاوز بیزانس در سال ۱۰۲۸ و لشکرکشی پیروزمندانه علیه سلسله شدادیان در منطقه اران در سال ۱۰۳۴ لیپاریت را به قدرتمندترین اشراف گرجستان تبدیل کرد. در سال ۱۰۳۸ لیپاریت در آستانه تصرف شهر تفلیس گرجستان بود که قرن‌ها تحت سلطه مسلمانان بود. اما اشراف گرجی از ترس افزایش قدرت او این نقشه را خنثی کردند و شاه را متقاعد کردند که با امیر تفلیس صلح کند. در نتیجه، لیپاریت به دشمن قسم خورده باگرات تبدیل شد و شروع به همکاری فعال با قدرت های خارجی برای انتقام گرفت. در سال ۱۰۳۹ او متعهد شد از برادر ناتنی باگرات، دیمیتریوس ، که با ارتش بیزانس برای تصاحب تاج و تخت وارد گرجستان شد، حمایت کند. پس از مرگ دمتریوس در سال ۱۰۴۲ لیپاریت به مبارزه علیه باگرات ادامه داد و قهرمان اصلی نفوذ بیزانس در منطقه شد. او در برابر ارتش سلطنتی از موفقیت‌های فراوانی برخوردار شد، به‌ویژه در ساسیرتی، جایی که باگرات شکست سختی را متحمل شد و مجبور شد از متصرفات شرقی خود عقب‌نشینی کند. این نبرد همچنین به دلیل دخالت مزدوران وارنگی، به احتمال زیاد در سمت پادشاه، شناخته شده است. 